# Romeo (EP)
Romeo è il secondo EP della boy band sudcoreana Shinee, pubblicato il 21 maggio 2009 in Sud Corea. Il brano Juliette è stato utilizzato come singolo promozionale, remake strumentale di "Deal with It" de Corbin Bleu. È stato poi annunciato che il loro ritorno sarebbe ritardato a causa del danneggiamento dei denti del membro Onew e l'uscita del mini-album è stata rinviata al 25 maggio 2009. L'EP è stato pubblicato in Giappone il 29 luglio 2009, con una copertina alternativa e un bonus DVD assieme al video musicale di Juliette. L'EP ha raggiunto la posizione #39 sulla classifica settimanale Oricon, e vi è rimasto per tre settimane.

## Tracce
Credits adattate dal sito ufficiale.
1. 니가 맘에 들어 (Talk to You) (I Like You) – 3:27 (testo: Kim Tae-sung  (Xperimental Production) – musica: Carol Borjaf)
2. 줄리엣 (Juliette) – 3:25 (testo: Kim Jong-hyun, Minho[7] – musica: Mikkel Remee Sigvardt, Jay Sean, Mich Hansen, Joe Belmaati)
3. 차라리 때려 (Hit Me) (Might as Well Just Hit Me) – 3:56 (testo: Young-hu Kim – musica: Carol Borjaf)
4. 세뇨리따 (Señorita) – 3:32 (testo: Kim Jung-bae – musica: Kenzie)
5. 잠꼬대 (Please, Don't Go) (Sleep Talking) (Jonghyun + Onew) – 4:10 (testo: Jungyup – musica: Jungyup, Eco Bridge)
6. 소년, 소녀를 만나다 (Romeo + Juliette) (Boy Meets Girl) – 4:44 (testo: Lee Sung-su – musica: Lee Sung-su, Chon Hong-sung)